# Potentiel normalisé d'une électrode

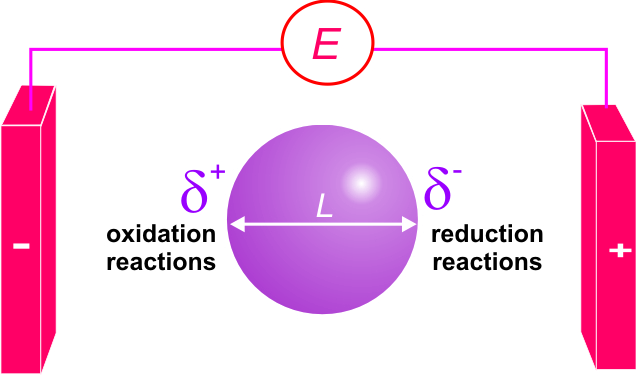
Schéma de l'électrochimie bipolaire

Le potentiel normalisé d'une électrode ou potentiel d'électrode standard, noté 𝐸⊖ ou E ⊖/red, est, en électrochimie, la mesure de la puissance réductrice d'un élément ou d'une substance. L'IUPAC le définit comme « la valeur de la force électromotrice standard (emf) d'une cellule dans laquelle l'hydrogène moléculaire sous pression standard est oxydé en protons solvatés à l'électrode de gauche ».

## Contexte
La base d'une cellule électrochimique, telle que la cellule galvanique, est toujours une réaction redox qui peut être décomposée en deux demi-réactions : l'oxydation à l'anode (perte d'électrons) et la réduction à la cathode (gain d'électrons). L'électricité est produite en raison de la différence entre les potentiels électriques individuels des deux électrodes métalliques par rapport à l'électrolyte. 
Bien que le potentiel global d'une cellule puisse être mesuré, il n'existe pas de moyen simple de mesurer avec précision les potentiels d'électrode/électrolyte de manière isolée. Le potentiel électrique varie également en fonction de la température, de la concentration et de la pression. Étant donné que le potentiel d'oxydation d'une demi-réaction est l'inverse du potentiel de réduction dans une réaction redox, il suffit de calculer l'un ou l'autre des potentiels. Par conséquent, le potentiel d'électrode standard est généralement écrit comme potentiel de réduction standard.

## Méthode de calcul
Le potentiel de la cellule galvanique résulte de la différence de tension d'une paire d'électrodes. Il n'est pas possible de mesurer une valeur absolue pour chaque électrode séparément. Cependant, le potentiel d'une électrode de référence, l'électrode standard à hydrogène (SHE), est défini à 0,00 V. Une électrode dont le potentiel d'électrode est inconnu peut être associée soit à l'électrode standard à hydrogène, soit à une autre électrode dont le potentiel a déjà été mesuré, pour déterminer son potentiel « absolu ».
Étant donné que les potentiels d'électrode sont traditionnellement définis comme des potentiels de réduction, le signe du potentiel de l'électrode métallique en cours d'oxydation doit être inversé lors du calcul du potentiel global de la cellule. Les potentiels d'électrode sont indépendants du nombre d'électrons transférés — exprimés en volts, mesurant l'énergie par électron transféré — et les deux potentiels d'électrode peuvent donc être simplement combinés pour donner le potentiel global de la cellule même si différents nombres d'électrons sont impliqués dans les deux réactions d'électrode.
Pour des mesures pratiques, l'électrode en question est connectée à la borne positive de l'électromètre, tandis que l'électrode standard à hydrogène est connectée à la borne négative.

## Électrode réversible
Une électrode réversible est celle qui doit son potentiel à des changements de nature réversible. Une première condition à remplir est que le système soit proche de l'équilibre chimique. Une deuxième série de conditions est que le système soit soumis à de très faibles sollicitations étalées sur une période de temps suffisante pour que les conditions d'équilibre chimique prévalent presque toujours. En théorie, il est très difficile d'atteindre expérimentalement des conditions réversibles car toute perturbation imposée à un système proche de l'équilibre dans un temps fini le force à sortir de l'équilibre. Cependant, si les sollicitations exercées sur le système sont suffisamment faibles et appliquées lentement, on peut considérer qu'une électrode est réversible. Par nature, la réversibilité d'une électrode dépend des conditions expérimentales et de la façon dont l'électrode est utilisée. Par exemple, les électrodes utilisées en galvanoplastie sont utilisées avec une surtension élevée pour forcer la réduction d'un cation métallique donné à déposer sur une surface métallique à protéger. Un tel système est loin de l'équilibre et soumis en permanence à des changements importants et constants dans un court laps de temps.

## Tableau des potentiels de réduction standard
Plus la valeur du potentiel de réduction standard est élevée, plus il est facile pour l'élément d'être réduit (de gagner des électrons) ; en d'autres termes, ce sont de meilleurs agents oxydants.
Par exemple, F2 a un potentiel de réduction standard de + 2,87 V et Li+ a − 3,05 V :
F2(g) + 2e−  {\displaystyle \rightleftharpoons }  2 F− = +2,87 V
Li+ + e−  {\displaystyle \rightleftharpoons }  Li(s) = −3,05 V
Le potentiel de réduction standard très positif de F2 signifie qu'il est facilement réduit et qu'il est donc un bon agent oxydant. En revanche, le potentiel de réduction standard très négatif de Li+ indique qu'il n'est pas facilement réduit. Au lieu de cela, Li(s) subirait plutôt une oxydation (c'est donc un bon agent réducteur).
Le Zn2+ a un potentiel de réduction standard de − 0,76 V et peut donc être oxydé par toute autre électrode dont le potentiel de réduction standard est supérieur à cette valeur (par exemple, H+ (0 V), Cu2+ (0,34 V), F2 (2,87 V)) et peut être réduit par toute électrode dont le potentiel de réduction standard est inférieur (par exemple, H2 (−2,23 V), Na+ (−2,71 V), Li+ (−3,05 V)).
Dans une cellule galvanique, où une réaction redox spontanée pousse la cellule à produire un potentiel électrique, l'énergie libre de Gibbs ΔG⊖ doit être négative, conformément à l'équation suivante :
ΔG ⊖/cell = −nFE⊖/cell (unité : Joule = Coulomb × Volt)
où n est le nombre de moles d'électrons par mole de produits et F est la constante de Faraday, ~ 96 485 C/mol.
Ainsi, les règles suivantes s'appliquent :
Si E⊖/cell > 0, alors le processus est spontané (cellule galvanique) : ΔG⊖/cell < 0, et de l'énergie est libérée.
Si E⊖/cell < 0, alors le processus est non spontané (cellule électrolytique) : ΔG⊖/cell > 0, et de l'énergie est consommée.
Ainsi, pour avoir une réaction spontanée (ΔG⊖/cell < 0), E⊖/cell, doit être positif, où : 
E⊖/cell = E⊖/cathode où E⊖/cathode est le potentiel standard à la cathode (appelé potentiel cathodique standard ou potentiel de réduction standard et E⊖/cathode est le potentiel standard à l'anode (appelé potentiel anodique standard ou potentiel d'oxydation standard) tel qu'indiqué dans la Liste de potentiels standard.